# فیربری (ایلینوی)
فیربری، ایلینوی (به انگلیسی: Fairbury, Illinois) یک شهر در ایالات متحده آمریکا با جمعیت ۳٬۹۶۸ نفر است که در ایلی‌نوی واقع شده‌است.

## موقعیت جغرافیایی
موقعیت جغرافیایی شهرها و مناطق اطراف به شرح زیر است: